# 2017년 라스베이거스 스트립 총기 난사 사건

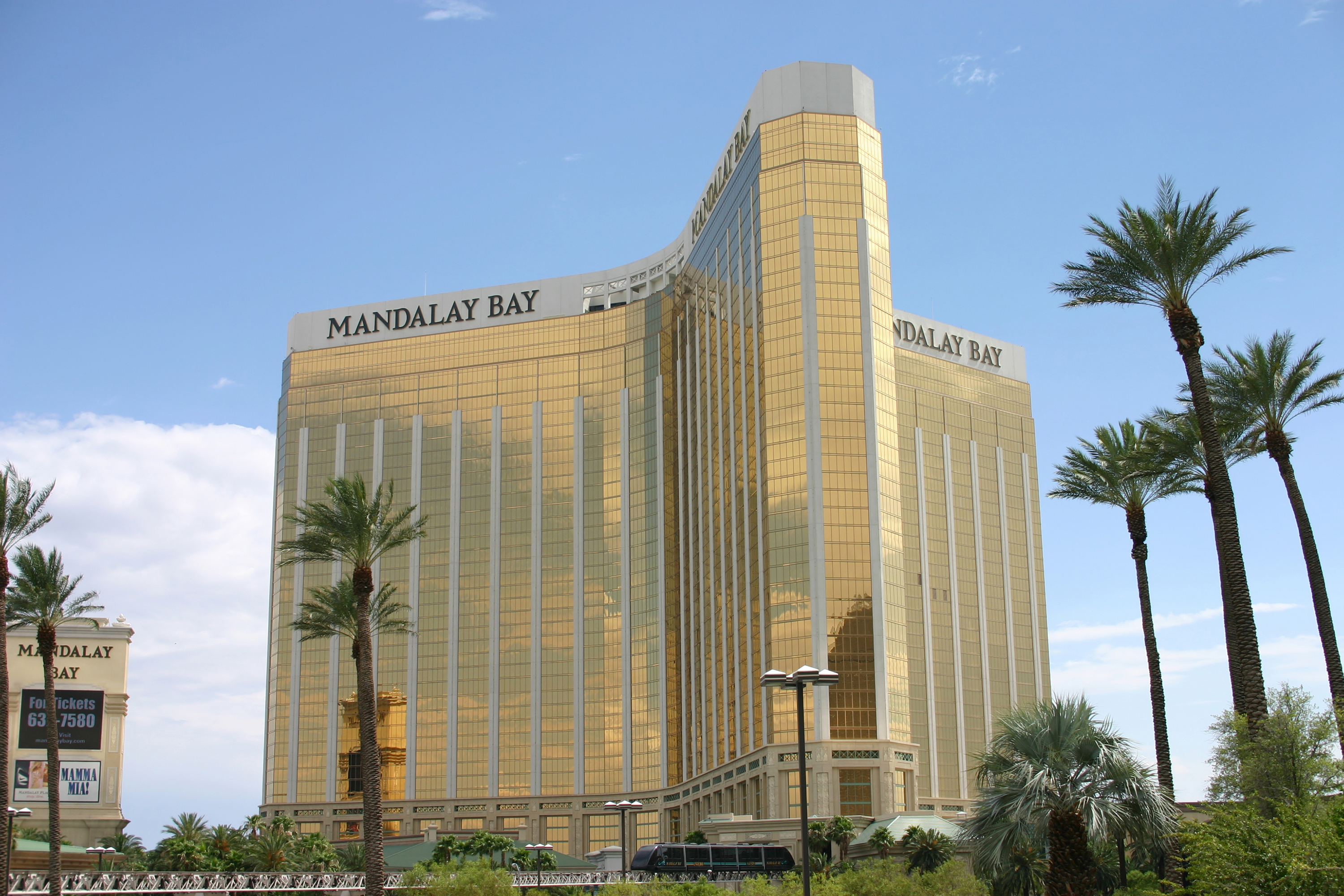
사건이 발생한 만달레이 베이 호텔

2017년 10월 1일 미국 네바다주 패러다이스의 라스베이거스 스트립에서 열린 컨트리 뮤직 콘서트이던 루트 91 하비스트(Route 91 Harvest) 축제 중 인근의 만달레이 베이 호텔 고층 객실에서 범인 스티븐 패독(Stephen Paddock)이 축제장의 군중을 향해 무차별적으로 총기를 난사한 사건이다. 24개의 총기를 사용해 1,000발 이상의 총알을 발사한 이 공격으로 61명의 사망자와 약 867명의 부상자가 발생하였으며, 총기로 인한 직접적인 피해와는 별도로 현장에서 일어난 군중의 혼비백산으로 수백 명의 부상자가 추가된 것으로 알려졌다. 사건 1시간 후 범인은 방에서 스스로 총을 쏘아 숨진 채 발견되었으며, 네바다 주 메스키트에 거주하던 64세의 남성 스티븐 패독로 밝혀졌다. 그는 유명 은행 강도의 아들이었다는 점 외에 뚜렷한 특이점과 전과 기록이 없던 인물로, 현재까지 범행 동기는 불명으로 남아있다.

## 반응
도널드 트럼프 미국 대통령은 "라스베이거스에서 발생한 비참한 총기난사 사건의 희생자와 유가족에게 깊은 애도의 뜻을 표한다"고 트윗했다.